# 作業検査法
作業検査法（、英: performance test）は、性格検査の一つで、対象者に一定の作業を一定の条件のもとでさせ、その作業の実施態度や遂行結果から、対象者のパーソナリティを測定する方法である。1度の大勢の検査ができ、対象者の言語的能力に依存しない、回答を意図的に操作することができないというのがその長所である。ただし、パーソナリティの一部の特定の側面しか測定できないという欠点もある。検査の例として、内田クレペリン精神検査、ベンダー・ゲシュタルト・テストがある。